# Habenaria physuriformis
Habenaria physuriformis är en orkidéart som beskrevs av Friedrich Fritz Wilhelm Ludwig Kraenzlin. Habenaria physuriformis ingår i släktet Habenaria och familjen orkidéer. Inga underarter finns listade i Catalogue of Life.